# Parque nacional Rapa Nui
El Parque Nacional Rapa Nui es una reserva arqueológica que forma parte de la comuna de la isla de Pascua, localizada en República de Chile. Este territorio es conocido por preservar las aldeas ceremoniales ancestrales y petroglifos de los antiguos nativos de Rapa Nui, en donde también se pueden encontrar cuevas con pinturas rupestres, altares de la época y zonas arqueológicas. Se divide en 9 paños independientes considerando a los islotes (Motus) como uno solo.
Fue declarado Parque Nacional y Monumento Histórico Nacional (de Chile) a partir del 16 de enero de 1935, título que regula la preservación de su patrimonio natural, cultural, flora y fauna. En 1995 fue declarado como Patrimonio Mundial de la UNESCO.
Entre 1972 y 2015 fue administrado por CONAF, durante 2016  fue co-administrado entre el organismo estatal y la comunidad Ma’u Henua, el 2017 la administración del parque fue concesionada a la comunidad indígena por 50 años renovables.
La superficie actual del parque nacional es de 7150,88 hectáreas, de las cuales el  43,5% representan al total de la Isla de Pascua. 
La isla es de origen volcánico de forma triangular, con numerosos cráteres volcánicos y su vegetación es escasa, compuesta por diversos arbustos y algunos bosques artificiales, sobre todo de Eucalyptus.

## Atracciones turísticas
Desde que estos sectores fueron declarados Parque Nacional en Isla de Pascua, la única forma de acceder a ellos es pagando una entrada.
Se diseñaron senderos y caminos especializados para que los turistas puedan caminar sin problema y sin intervenir los restos culturales que se esparcen por toda la isla. Te encontrarás con distintas señaléticas e indicaciones en los lugares del Parque.
Dentro de las principales atracciones se encuentran:
- Principalmente los moáis (estatuas) y ahu (altares), construidos con roca volcánica por los antiguos habitantes de la isla, el pueblo Rapa Nui. También hay aldeas y arte rupestre.
- Los volcanes Rano Kau, Rano Raraku y Rano Aroi; el segundo tiene varios moái a medio terminar, ya que fue una cantera. En los tres existen depósitos de agua, los únicos de la isla.
- El buceo, ya que las aguas claras permiten ver la diversidad de peces y los arrecifes de coral.

## Hermanamientos
El parque nacional Rapa Nui está hermanado y tiene convenios de colaboración con:
- El parque nacional del Teide (isla de Tenerife, España): desde el año 2001.[6][7]

## Visitantes
Este parque recibe una gran cantidad de visitantes chilenos y extranjeros cada año.
| Año         | 2007   | 2008   | 2009   | 2010   | 2011   | 2012   | 2013   | 2014   | 2015   | 2016   | 2017   |
| ----------- | ------ | ------ | ------ | ------ | ------ | ------ | ------ | ------ | ------ | ------ | ------ |
| chilenos    | 12.736 | 18.727 | 19.619 | 24.692 | 24.310 | 26.844 | 30.365 | 29.734 | 5.520  | 36.668 | 35.003 |
| extranjeros | 23.676 | 28.096 | 24.250 | 22.194 | 25.002 | 25.358 | 28.094 | 35.330 | 5.518  | 32.235 | 25.853 |
| Total       | 36.412 | 46.823 | 43.869 | 46.886 | 49.312 | 52.202 | 58.459 | 65.064 | 11.038 | 68.903 | 60.856 |